# Zosui
Lo zosui (雑炊?) è un piatto tipico della cucina giapponese.

## Caratteristiche
Si tratta di una zuppa di riso, simile all'okayu, (anche per la loro leggerezza). Viene chiamato anche Ojiya (forse per origini spagnole). Viene considerato un analogo giapponese del risotto.

## Differenze con Okayu
Fra le varie differenze che vi sono fra i due piatti vi è anche il fatto che lo zosui viene considerato come una zuppa di verdure mentre l'altra pietanza una specie di porridge e il tempo di cottura.